# Selenia erythrofasciata
Selenia erythrofasciata là một loài bướm đêm trong họ Geometridae.